# Битка при Бийчи Хед
Битката при Бийчи Хед (на английски: Battle of Beachy Head; на френски: Bataille du cap Béveziers) е морско сражение, състояло се на 10 юли 1690 г. по време на Войната на Аугсбургската лига. Битката е най-голямата френска тактическа морска победа над англичаните и холандците по време на войната. Англичаните и холандците губят общо около 11 кораба (източниците варират), докато французите в същото време не губят нито един. Въпреки временния си контрол над Ла Манша, френският адмирал дьо Турвил не преследва обединения неприятелски флот достатъчно енергично и му позволява да избяга в устието на река Темза.
Турвил е силно критикуван за това и освободен от командването. Английският адмирал Торингтън, който преди битката съветва, че английските кораби не трябва да се въвличат в сражения с превъзхождащата ги френска флота (което е отхвърлено от кралица Мария II Стюарт и нейните министри), е предаден на военен съд за действията си по време на битката. Макар че адмиралът е оправдан, крал Уилям III го отстранява от служба.